# لوكا ماروني
لوكا ماروني (بالإيطالية: Luca Marrone)‏(مواليد تورينو، إيطاليا 28 مارس 1990) هو لاعب كرة قدم إيطالي يلعب حاليا كلاعب وسط لنادي ليكو في الدوري الإيطالي الدرجة الثالثة .

## مسيرته الكروية

### بداياته
انضم ماروني لليوفنتوس منذ المراحل الأولى من طفولته، وتدرّج هناك في الفئات السنّية للنادي، وقضى فيها ست سنوات من حياته، وفي موسم 2009/10 وبعد تألق لافت فيه، دعاه مدرب الفريق الأول تشيرو فيرارا للانضمام إلى استعدادات الفريق للموسم الجديد، وشارك في تلك الفترة في العديد من البطولات والمبارايات الودية، منها كأس برلسكوني وكأس تيم، وظهر لأول مرة رسمياً مع الفريق في المباراة الافتتاحية ضد كييفو فيرونا للموسم كبديل لتياغو مينديز في الدقيقة 70، نال خلالها بطاقته الصفراء الأولى مع الفريق، وفي فبراير 2010، نجح في قيادة فرقة البريمافيرا للحفاظ على لقبها في بطولة فياريجيو العالمية للشباب، وعاد ليُستدعى مرةً أخرى إلى الفترة الاستعدادية لليوفنتوس في الموسم التالي.

### سيينا
في يوليو 2010، تم إرسال ماروني على سبيل الإعارة إلى نادي سيينا، مع زميله تشيرو إيموبيللي، وقضى هناك فترة ناجحة نسبياً في دوري الدرجة الثانية تحت قيادة المدرب أنطونيو كونتي، وساعد سيينا لاحتلال المركز الثاني في جدول الدرجة الثانية والتأهل إلى دوري الدرجة الأولى، وعاد بعد ذلك الموسم ماروني إلى يوفنتوس رفقة مدربه أنطونيو كونتي الذي انتقل لتدريب اليوفنتوس كذلك، طلبت العديد من الفرق الحصول على ماروني سواء بشراء نصف بطاقته أو حتى على سبيل الإعارة المجردة، إلا أن أنطونيو كونتي رفض كل تلك العروض وأصّر على بقاء تلميذه معه على الرغم من مشاركاته القليلة مع الفريق.

### العودة لليوفنتوس
ظهر ماروني للمرة الأولى في موسم 2011/12، في مباراة كأس إيطاليا ضد نادي بولونيا، وأمام نادي ليتشي ظهر للمرة الأولى في دوري الدرجة الأولى في ذلك الموسم، بصم ماروني بشكل مميز في المباراة التي شارك بها كبديل أمام نادي أتالانتا عندما مرر كرة بينية ضربت دفاعات أتالانتا إلى إيمانويلي جياكيريني الذي أودع الكرة بطريقة مميزة كذلك، وسجل ماروني هدفه الرسمي الأول في الكالشيو ضد نفس الفريق الذي صنع أمامه أول هدف في الجولة الأخيرة من الكالشيو، فافتتح التسجيل في المباراة التي فاز بها اليوفنتوس على نادي أتالانتا 3-1.

### مسيرته الدولية
ظهر ماروني للمرة الأولى مع المنتخب الإيطالي تحت 21 سنة في أكتوبر 2009، تحت قيادة بييرلويجي كازيراغي في مباراة تأهيلية ضد البوسنة والهرسك في مارس 2010، وسجل هدفه الأول مع المنتخب الآزوريني من على بعد 20 ياردة في المباراة التي فاز بها المنتخب الإيطالي على منتخب المجر، فوز وضع الآزوريني في المركز الثاني بمجموعته، في عهد المدرب السابق للآزوريني تشيرو فيرارا، وما زال ماروني ينال الاستدعاء إلى الآزوريني بشكل دائم حتى تحت قيادة المدرب الجديد ديفيس مانغيا.

### وصلات خارجية
- لوكا ماروني على موقع الاتحاد الأوربي (الإنجليزية)
- لوكا ماروني على موقع قاعدة بيانات كرة القدم.إي يو (الإنجليزية)
- لوكا ماروني على موقع بيانات كرة القدم. دي إي (الألمانية)
- لوكا ماروني على موقع Soccerway.com (الإنجليزية)
- لوكا ماروني على موقع عالم كرة القدم.نت (الإنجليزية)
- لوكا ماروني على موقع AS.com (الإسبانية)